# Grewia calvata
Grewia calvata är en malvaväxtart som beskrevs av John Gilbert Baker. Grewia calvata ingår i släktet Grewia och familjen malvaväxter. Inga underarter finns listade i Catalogue of Life.